# 고산병
고산병(高山病, altitude sickness)이란 높은 지대에서 저산소 상태에 노출되었을 때 발생하는 환경 증후군을 말한다. 통상 2,400m 이상의 높은 산에 올랐을 때 호흡할 수 있는 공기 중 산소 농도가 옅어짐에 따라 신체조직 내에서 저산소 혈증이 발생하는 게 원인이다. 이에 대해 생리적 보상반응이 발생하는데, 호흡량과 횟수를 증가시켜 부족한 산소량을 보충하고, 혈액을 많이 순환시키며, 뇌의 혈관을 확장하여 뇌에 많은 혈액이 흐르도록 한다. 
호흡 곤란, 두통, 어지럼증, 거식증, 탈진, 수면 장애, 운동 실조, 손발이 붓는 등의 증상들도 생길 수 있다. 증상 발현은 산의 높이, 등산 속도, 평소 건강 등과 연관성이 있다. 심하면 뇌부종이나  폐부종을 일으켜 죽을 수도 있으므로 고산병의 가장 확실한 해결 방법은 신속한 하산이다.
영어로는 Mountain sickness, altitude sickness, acute mountain sickness (AMS), altitude illness, hypobaropathy, soroche 등으로도 부른다.
원인은 고지대의 희박한 산소와 탈수이다. 하루 동안 등산 높이와 발생 비율을 보면 1500– 2,000m (5,000– 6,500ft)에는 문제가 없고  2,500m (8,000ft)에서는 20%, 3,000m (10,000ft)에서는 40%, 4,000m 이상에서는 60~70%의 비율로 고산병이 발생한다. 악화 요인은 과로, 부적절한 수액 보충, 저온, 술, 진정제가 있으며, 발생에 영향을 주는 요인들로는 상승 속도, 도달한 최고 높이, 잠을 잘 때의 고도 등이 있다. 위험인자를 고려할 때 일반적으로는 나이, 신체적 상태, 기왕 병력, 이전의 고산 경험과 관련이 없다. 하지만 때에 따라서 이전의 고산병이 있다면 다시 생길 가능성이 큰 사람들도 있다. 이는 아직 이견이 있는 내용이다. 고산병의 감수성은 유전적 차이 탓에 개인적으로 다양하다.

## 원인
대체로 2,400m 이상의 높은 산에 올랐을 때 산소 결핍 상태에 빠져 다양한 증상이 나타난다. 고지대의 공기 중 산소농도가 떨어지고 산소분압이 감소하여 폐의 가스교환을 통한 동맥 내 혈액에 녹아든 산소가 줄어들게 되어 신체조직 내에서 저산소 혈증이 발생한다. 이에 대한 정상적인 보상반응을 순응이라 하는데, 상대적으로 숨을 많이 쉬어 부족한 산소량을 보충하고, 산소함유량이 저하된 혈액을 많이 순환시키며, 뇌의 혈관을 확장하여 뇌에 많은 혈액이 흐르도록 한다. 하지만 생리적 적응 한계는 산소농도가 16% 정도일 때이며, 이보다 옅은 농도에서는 생체적 보상이 더는 효과적으로 기능하지 못하여 산소 결핍 증상이 나타난다.
순응력은 사람마다 다르며, 저산소의 강도나 등산 속도, 고지대에서의 신체 활동량 등과 같은 다양한 요인에 의해 영향을 받는다. 순응은 등산 시작 후 수분 이내에 시작되지만, 완전한 순응이 이루어지기까지는 수 주가 걸릴 수도 있다. 순응이 잘 안된 사람이 2,000m 이상의 고도를 등반할 때 저산소 혈증에 적응하지 못해 발생하는 것이다. 발생하는 정확한 기전은 모르지만, 저산소 혈증에 의해 유발된 과도한 관류 압력과 모세혈관 압력, 그리고 머리와 허파의 미세혈관 누출 등 탓인 잘못된 체액 조절 때문으로 추정된다.
다른 이유로는 혈중 탄산염 저하에 따른 pH 증가도 원인 중 하나이다. 적은 산소로 뇌에서 호흡량을 증가시키게 하려고 조절작용으로 폐의 분당 호흡수가 증가하게 된다. 이때, 이산화탄소가 체내에서 많이 빠져나가게 되므로 피의 pH가 증가하고 이에 따라 증상이 생기기도 한다.

## 증상
주요 증상으로서는 호흡 곤란, 두통, 어지럼증, 거식증, 탈진 등이 있다. 그 밖에도 손발이 붓거나 수면 장애, 운동 실조 등의 증상들도 생길 수 있다. 저산소 상태로 6-12시간 있으면 발병하고, 뇌에 공급되는 산소가 부족해지면서 마치 술에 취한 사람처럼 비틀거리게 된다. 일반적으로 45일 후에는 자연 소실한다. 그러나 중증은 고지 뇌부종이나 고지 폐부종을 일으켜 죽음에 이르기도 한다. 다양한 증상들이 다양한 정도로 나타난다. 증상 발현의 빈도는 높이, 속도, 평소 건강(건강한 사람이 더 많이 발생) 등과 연관성이 있다. 이전의 고산병 발생 여부와 관계는 없다고 하기도 하고, 이전에 생겼다면 다시 생길 가능성이 크다고 하기도 한다.

## 고산병 분류
고산병의 분류는 급성 등산 병, 고산 뇌부종, 고산 폐부종 등으로 나눈다.
급성 등산 병은 가장 흔한 유형으로 2,000m (6,500ft)에서부터 나타날 수 있다. 가벼운 뇌부종으로 두통이 생기고 다른 증상이 생길 수 있다.
경증 고산병 Mild form of AMS의 증상은 손, 발, 얼굴의 부종, 두통, 안과 증상으로 Retinal hemorrhages가 있다. 이것은 2,700m에서도 발생하며 5천m 이상에서 흔하게 발생한다. 보통은 무증상이며(황반에 나고 빨리 하산하면 사라진다.
만성 고산병 Chronic mountain sickness (Monge's disease)는 장기간 고산 지역 거주자에게 발생하며 하산해도 회복 속도가 느리고 고산으로 올라가면 재발한다.
중증은 고산 폐부종, 뇌부종이 있다.
고산 폐부종은 대부분 고산병 탓인 사망 원인이 된다.
초기 증상은 dyspnea, 운동 내성 감소, 마른기침 Persistent  dry cough.
속발 증상은 Pink or bloody sputum, respiratory distress
징후 및 검사 소견으로는 cyanosis, tachycardia, tachypnea, low-grade fever (< 38.5 °C) Focal or diffuse rales
24~96시간에 2,500m 높이 이상 빨리 오를 때 보통 발생. 고산지대에 사는 사람도 낮은 고도에 짧게 머문 후에도 발생할 수 있다.
고산 뇌부종은 보통 수 시간에서 수일 사이에 발생하는 저산소 혈증으로 인체의 신경 체액 및 혈 역학적 반응의 결과이다. 중추신경계와 폐에서 말초 혈압상승, 말초 유출 capillary leakage로 뇌의 부종, 폐의 부종 유발하게 된다. 만약 완전 혼수 coma가 일단 발생하면 치료해도 대부분 뇌 이탈 brain herniation으로 사망한다.

## 예방 대책
- 1. 혈액 중의 산소 포화도는 소형의 펄스 옥시미터를 사용해 비교적 간단하게 측정할 수 있다. 이것을 사용하면 산소 결핍증으로 이행하기 전에 예방책을 세울 수 있다.
- 2. 의도적으로 빈호흡을 한다.
- 3. ACE-inhibitors가 예방에 도움이 된다. 산성혈증을 유도하여 빈호흡을 유도하여 저산소 혈증을 완화하게 한다.
- 4. 탄수화물이 많은 음식(이산화탄소 발생--> 빈호흡)을 먹어야 한다.
- 5. 음료수를 많이 마시고, 술이나 수면제를 먹지 말아야 한다. 술과 수면제는 호흡억제제(respiratory depressants)로 작용하여 호흡 요구량 감소, 빈호흡을 하지 않게 만든다.
- 6. 등반하면서 의식적으로 숨을 깊게 빨리 쉬는 방법도 좋다.

가장 좋은 예방법은 고도순화, 적응하는 방법이다. 아래와 같다.

### 고도순화
고지순화(高地馴化)  고산적응(高山適應)이라고도 한다. 천천히 등산하여 하루에 100m 이하 등반하고 잠을 자는 높이가 중요하다. 낮은 곳에서 잠을 잔다.

## 치료
중등도일 때 mild or moderate AMS는 등산 중지, 활동 제한 (reduce exertion until symptoms resolve), 수액, 진통제, 약물 투여 acetazolamide 등을 투여한다. 가장 편리하고 효과적인 치료제는 아세타졸아마이드다.
심한 경우 severe symptoms :
- HAPE and HACE에는 즉시 하산. 산소, 약물, 가압 요법을 한다.
- 약물치료는 산소, 아세타졸아마이드, 즉 이뇨제를 사용하여 alkalic Diuresis를 유도하여 pH를 감소시켜서 빈 호흡이 되게 한다.
- 스테로이드 성분인 덱사메타손은 폐부종이 있으면 모세혈관의 투과성과 사이토카인 등의 분비에 영향을 주어 효과가 있다. 그러나 아세타졸아마이드보다 예방 효과는 떨어진다. 하루 20mg을 투여한다.
- 니페디핀은 폐부종 예방에 사용하고 수마트립탄도 사용할 수 있다.
- myo-inositol trispyrophosphate (ITPP)는 연구 중인 약물이다.
- chewed coca leaves, root tissue of Radix rhodiola(Chinese and Tibetan traditional medicine), 물을 많이 마신다.
- 고혈압 억제 및 산방

아세타졸아마이드는 탄산수소염, bicarbonate를 배출하게 한다. 신장(kidney)에서 Carbonic anhydrase(CA)를 차단하여 bicarbonate diuresis를 일으켜 대사성 산증 상태로 만들므로 중탄산이 배출되면 혈액은 산성화된다. 혈액의 산성화는 호흡성 보상을 하게 만든다. 대사성 산증의 호흡성 보상은 환기를 자극한다. 이러한 적응은 정상적으로도 일어나지만, 아세타졸아마이드는 더 빨리 일어나게 한다. 치료보다는 예방적으로, 적응이 빨리 되게 해준다.
펄스 옥시미터로 산소 부족이 확인되면, 근본적인 치료는 저지대로 이동하는 것이다. 중증은 즉시 집중적 치료가 필요하다.

## 참고, 적응 기전

### 적응 한계
생리적 적응 한계는 높이와 산소농도에 의해 결정된다. 높이에 따른 적응 시간을 보면 3천m (10,000ft) 정도는 며칠 정도 있으면 적응하고  더 높으면 적응에 더 많은 시간이 필요하나 한계가 있다. 즉 5,100m (17,000ft) 이상의 높이는 적응할 수 없는 고도이다. 공기 중 산소농도가 16% 정도가 한계치이며, 이보다 옅은 농도에서는 생체적 보상이 더는 효과적으로 기능하지 못하여 산소결핍 증상이 나타난다.

### 적응 기전
고도순화(High altitude acclimatization) 저산소 저기압 상태에 적응하기는 수일에서 수개월 걸린다.
이 중에서 환기 적응(ventilatory acclimatization) 과정은 저산소 혈증으로 oxygen sensing cells in the carotid body 탓인 분당 환기량 증가가 가장 중요한 즉각적인 반응이며 이어서 PCO2 감소로 호흡성 알칼리증이 생기고 있는 뇌의 호흡 센터에 작용하여 과환기를 막고, 신장의 보상 반응 시작하여 bicarbonate ion 배출하며 이에 따라 pH 저하하여 pH 정상화 및 다시 과환기가 생기며 약 4일 정도 걸쳐 일어난다. 이러한 적응은 acetazolamide를 투여로 증진할 수 있다. 만약 Carotid body response가 부적절하면 적응이 어렵다.
심장의 적응을 보면 Cardiac output increases initially 초기에 심박출량 증가하는 데
우선 교감신경이 활성화되어 increased sympathetic activity, 휴식기 심장 박동 및 심박출량, 혈압이 증가한다.
저산소 혈증은 Hypoxia  폐순환 혈관 수축을 일으키고 이에 따라 환기/관류 matching과 가스 교환(gas exchange) 증가 하나 폐고혈압 발생하여 고산 폐부종 및 우심부전 유발할 수 있다. 뇌의 적응을 보면 뇌 혈류는 즉각적으로 증가, 보통 1주 내 정상화되고 두통과의 연관성은 불명확하다.
적혈구량과 내성이 증가하여 RBC mass and tolerance 적응을 돕는다. 그 기전은 최초에는 고도 배뇨 및 체액 이동 altitude diuresis and fluid shifts로 혈구 농축, 혹은 혈색소 농축이 일어나며 hemoconcentration 이어서 erythropoietin 증가하여 적혈구도 RBC 증가하고 알칼리 혈증으로 산소-혈색소 곡선이 좌편위가 일어난다. leftward shift of the oxyhemoglobin dissociation curve
수면 적응을 보면 자주 깨게 되나 일정 고도에서는 수일 내에 호전되며 2,700m 이상에서는 Cheyne-Stokes respiration을 하면서 적응하게 된다.

## 같이 보기
- 등산